# Tenet Healthcare
Pour les articles homonymes, voir Tenet.
Tenet Healthcare est une entreprise américaine qui possède 57 hôpitaux aux États-Unis. Son siège est à Dallas au Texas.

## Histoire
En mars 2015, Tenet Healthcare créé une co-entreprise avec United Surgical Partners International regroupant leur centre de chirurgie pour 425 millions de dollars versés aux actionnaires d'United Surgical Partners International. En parallèle, Tenet acquiert Aspen Healthcare, société britannique pour 215 millions de dollars.
En novembre 2021, Tenet Healthcare annonce l'acquisition de SurgCenter Development pour 1,2 milliard de dollars, lui permettant d'acquérir 92 centres de soins.